# ستيفانو رافاييل
ستيفانو رافاييل (بالإيطالية: Stefano Raffaele)‏ هو فنان قصص مصورة إيطالي، ولد في 15 مارس 1970 في ميلانو في إيطاليا.

## وصلات خارجية
- الموقع الرسمي
- ستيفانو رافاييل على موقع IMDb (الإنجليزية)